# Whispering Shadows
Whispering Shadows ist ein 2013 gegründetes Funeral-Doom-Projekt. 

## Geschichte
Der sich selbst Silencer nennende und in Queenborough auf der Isle of Sheppey im Süden Englands lebende Musiker gründete Whispering Shadows zu Beginn des Jahres 2013, nachdem er jahrelang Folk-Musik komponiert hatte. Aufgrund einer sozial-emotionalen Tiefphase orientierte sich der Musiker an aktuelleren und für ihn ausdrucksstärkeren Musikformen. Der initial als Instrumentalprojekt gedachten Band verlieh er schon früh punktuell Gesang und veröffentlichte erste Stücke zum Musikdownload. Nachdem die Stücke zu welchen er Gesang nutzte eine bessere Resonanz erhielten behielt er den Gesang bei und weitete diesen in seinem Schaffen aus. Mit Compendium Of Sorrow debütierte Whispering Shadows 2014 über Cvlminis. Das Album erschien überarbeitet im darauf folgenden Jahr über Satanarsa Records erneut. Nachkommend veröffentlichte Whispering Shadows weitere Musik als Download im Selbstverlag. Compendium of Sorrow wurde als „getrieben wirbelndes Elend“, mit welchem Hörende in „ihre dunkelsten, am meisten heimgesuchten Stunden reisen“ könnten, sowie als „großartig“ und „empfehlenswert“ gelobt.

## Stil
Whispering Shadows spielt einen eklektischen Funeral Doom der Analogie zu jenem der Beteiligten an der multinationalen Supergroup The NULLL Collective gesehen wird. Als solche Beteiligte sind neben The NULLL Collective die Interpreten unter der Beteiligung von E.M. Hearst Torture Wheel und Wraith of the Ropes, die diversen Projekte von Stijn van Cauter, darunter Until Death Overtakes Me, The Ethereal und Beyond Black Void, sowie Uncertainty Principle von und mit S.P. White, zu berücksichtigen. Entsprechend dieser Analogie wird die Musik zwischen Funeral Doom und Dark Ambient, mit vielen weiteren Einflüssen, verortet. Dabei ergebe sich im Gesamtklang ein besonders erhabener und melancholischer Funeral Doom. In einer für Doom-Metal.com verfassten Rezension verweist Mike Liassides hinzukommend auf Mistress of the Dead, Hierophant und Catacombs. So ergehe sich die Musik von Whispering Shadows häufig in der Klangmalerei des Dark Ambient, die insbesondere dem Keyboard-Spiel zugeordnet wird. Zentral stünde dennoch das verzerrte und dröhnende Gitarrenspiel, mit vereinzelten „melodischen Leads“, begleitet von einem schlichten, angenommen programmierten Schlagzeug-Rhythmus. Der Gesang wird vornehmlich als ein „tiefes und grimmiges Schreien“, dass dem des Black Metal entspreche beschrieben. Hohe Schreie und in den Hintergrund gemischter melodischer Klargesang kämen gelegentlich hinzu.

## Diskografie
- 2013: The Jumper Diaries (Demo, Selbstverlag)
- 2013: Sea of Shadows (Demo, Selbstverlag)
- 2013: Requiem for He Who Breathes No More (EP, Selbstverlag)
- 2013: Murdered Echoes of the Mind (EP, Selbstverlag)
- 2014: Compendium of Sorrow (Album, Cvlminis)
- 2015: Compendium of Sorrow (Album, Satanarsa Records)
- 2016: Unveil the Dreamcatcher (Album, Selbstverlag)
- 2018: Salvation Escapist Therapy (Album, Selbstverlag)